# Ditte Ejlerskov
Ditte Ejlerskov (1982 i Frederikshavn) er en dansk kunstner.
Ditte Ejlerskov er uddannet ved Århus kunstskole, Det Fynske Kunstakademi i Odense, Cooper Union School of Art i New York 2007 samt på Konsthögskolan i Malmö med eksamen i 2009.